# Aragonesischer Kreuzzug

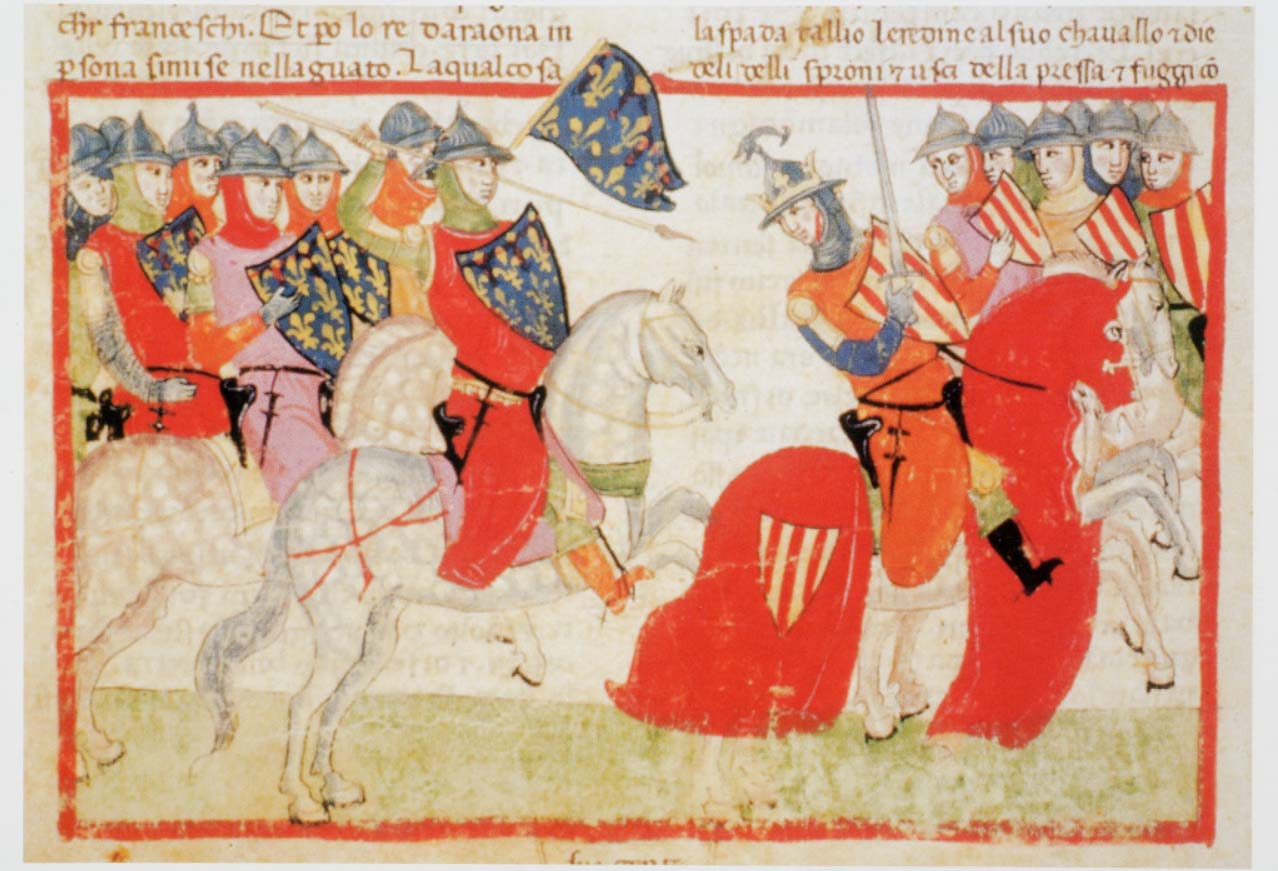
Philipp III. von Frankreich und König Peter III. von Aragonien im Krieg (Darstellung aus der Nuova Cronica von Giovanni Villani)

Der Aragonesische Kreuzzug der Jahre 1284 und 1285 war ein Konflikt zwischen König Philipp III. von Frankreich und König Peter III. von Aragonien.

## Hintergrund
Papst Martin IV. stand der französischen Krone nahe. Vor seinem Pontifikat war er Kanzler von König Ludwig IX. gewesen. Im Rahmen der sog. Sizilianischen Vesper hatte Peter 1282 Sizilien vom französischen Vasallen Karl von Anjou erobert. Infolgedessen sprach Martin IV. über Peter den Kirchenbann aus und ihm die Krone Aragons ab (das Königreich gehörte zu den Vasallen des Heiligen Stuhls) und gab sie an Karl von Valois weiter, den Sohn Philipps III. Zudem erklärte er, dass ein Krieg gegen Peter und die Rebellen auf Sizilien wie ein Kreuzzug gegen „Ungläubige“ zu betrachten sei.
Der franko-katalanische Konflikt wurde um einen innerfamiliären Streit im aragonesischen Herrscherhaus ergänzt, als sich Jakob II., König von Mallorca und Bruder Peters III., mit Philipp verbündete. Tatsächlich konnte Jakob, der gleichzeitig Graf von Roussillon und dadurch zwischen Philipp und Peter eingekeilt war, sich nur mit Philipp verbünden, da sein Bruder seine Unzufriedenheit darüber, dass ein Teil seines Erbes an Jakob gegangen war, niemals verhehlt hatte.

## Verlauf
Die französische Armee marschierte daher 1284 mit Genehmigung des Landesherrn ins Roussillon ein, prallte dort aber auf lokalen Widerstand, zum Beispiel bei der Stadt Elne, die von einem Ritter mit dem Namen Bastard von Roussillon kommandiert wurde, ohne Zweifel ein unehelicher Sohn des Nuno Sanchez von Roussillon, und der mit Gewalt bezwungen werden musste. Trotz der Präsenz päpstlicher Gesandter zögerte Philipp III. nicht, Feuer an die Kathedrale zu legen, in die sich die Einwohner der Stadt geflüchtet hatten.
1285 belagerte Philipp Girona, das er trotz starken Widerstands der Einwohner eroberte. Karl von Valois wurde nun zum König gekrönt, mangels einer Krone mit einem Kardinalshut, was ihm den Spottnamen eines Königs des Hutes einbrachte. Die Situation wendete sich zum einen dank der Geschicklichkeit Roger de Llúrias, Peters III. Admiral, der die französische Flotte zerstören konnte, zum anderen durch die Ruhr, die sich im französischen Lager festsetzte. Philipp III., selbst angesteckt, musste das Feldlager auflösen. Sein Sohn und Erbe Philipp IV. handelte mit Peter III. den Abzug über die Pyrenäen aus. Philipp III. starb in Perpignan und wurde in Narbonne beerdigt. Auch Peter III. überlebte den Kreuzzug nur kurz.

## Folgen
Mit dem Tod Papst Martins 1285 wurde der Kirchenbann gegen Peter und damit der Kreuzzugsaufruf hinfällig. Der neue Papst, Honorius IV., unterstützte die durch die englische Krone vermittelten Friedensverhandlungen zwischen Frankreich und Aragon.
Wenn der Krieg auch wenig Folgen für Frankreich hatte, so hatte er doch erhebliche für Mallorca: die Balearen wurden von Peters Sohn und Nachfolger Alfons III. konfisziert. Erst 1295 machte der Friede von Anagni ein Ende mit den Konflikten, die dieser Kreuzzug ausgelöst hatte.